# 国際連合安全保障理事会決議2728
国際連合安全保障理事会決議2728（こくさいれんごうあんぜんほしょうりじかいけつぎ2728、英: United Nations Security Council Resolution 2728）は、2024年3月25日に国際連合安全保障理事会で採択された決議である。
安保理は2023年パレスチナ・イスラエル戦争において、ラマダーン期間中の即時停戦を求め、人質全員の無条件解放を要求した。
賛成14、反対0で採択。アメリカ合衆国が棄権した。

## 背景
決議2728は、アメリカ合衆国によるガザ停戦に関する決議案が2024年3月22日に中華人民共和国とロシアの拒否権行使により否決されたことを受けて、非常任理事国により提案されたものである。
ロシアにより提案された修正案は、最初の実効性のある段落に"permanent"（恒久的な）という語句を再挿入するものであり、賛成3（アルジェリア、中華人民共和国、ロシア）、棄権11、反対1（アメリカ合衆国）で賛成少数により否決された。
イスラエルの首相が、決議案に拒否権を行使しなければイスラエル代表団のアメリカ訪問を中止すると述べた、と報じられた。

## 採決
- 太字は常任理事国

| 賛成 (14) | 棄権 (1)         | 反対 (0) |
| --- | ---------------- | -------- |
| - アルジェリア - 中国 - エクアドル - フランス - ガイアナ - 日本 - モザンビーク - マルタ - ロシア - シエラレオネ - スロベニア - 韓国 - スイス - イギリス | - アメリカ合衆国 |          |